# Ariamnes mexicanus
Ariamnes mexicanus är en spindelart som först beskrevs av Harriet Exline och Levi 1962.  Ariamnes mexicanus ingår i släktet Ariamnes och familjen klotspindlar. Inga underarter finns listade i Catalogue of Life.